# Paweł Matew
Paweł Christow Matew (bułg. Павел Матев) (ur. 6 grudnia 1924 w Orizowie k. Starej Zagory, zm. 4 lutego 2006 w Sofii) – bułgarski poeta.

## Życiorys
Pochodził z ubogiej rodziny chłopskiej. W 1938 ukończył szkołę średnią w Czirpanie. W 1949 ukończył studia slawistyczne na Uniwersytecie Sofijskim. Pracował w Komitecie Kinematografii, w latach 1964-1966 był redaktorem naczelnym czasopisma Septemwri (Wrzesień). Był także deputowanym do parlamentu i członkiem Związku Pisarzy Bułgarskich (a w latach 1989–1990 jego przewodniczącym.
W 1946 opublikował pierwsze utwory. Był jednym z najbardziej płodnych bułgarskich poetów współczesnych – opublikował ponad 700 utworów poetyckich. Ostatnie lata swojego życia spędził we wsi Markocewo.

## Tomiki poetyckie
- 1951: В строя (W stroju)
- 1955: Дълг (Długi)
- 1962: Време, родина, любов (Czas, kraj, miłość)
- 1963: Родословие (Genealogia)
- 1965: Прозрения. Избрана лирика (Spostrzeżenia. Wybrana liryka)
- 1965: Чайките почиват на вълните
- 1966: Стихотворения
- 1970: 100 стихотворения. Подбрани
- 1972: Избрани стихотворения
- 1973: Натрупани мълчания
- 1974: Строго лято. Избрана поезия
- 1976: Внезапни паузи
- 1978: Рани и слънца. Избр. стихотворения
- 1979: Когато птиците летят по-бавно
- 1984: Предсказания. Изповеди. Избр. стихотворения. В 2 тома
- 1985: Сърдечни затишия
- 1989: Ти сън ли си. Любовна лирика